# Microsoft Word
Microsoft Word je Microsoftov računalniški program za urejanje besedil. Prvotna različica je bila napisana leta 1983 za IBM PC in operacijski sistem DOS. Kasneje so sledile različice za Apple Macintosh (1984), SCO UNIX ter Microsoft Windows (1989). Kasneje je postal del pisarniškega paketa Microsoft Office.